# اورانگوتان
اُرانگوتان‌ها (نام علمی: Pongo) تنها سردهٔ باقی‌مانده از کَپی‌های بزرگ (بدون احتساب انسان ها) در منطقهٔ آسیا هستند. این جانداران، بومیِ اندونزی و مالزی بوده و در حال حاضر تنها در جنگل‌های بارانی جزیره‌های بورنئو و سوماترا یافت می‌شوند.
آن‌ها در زمرهٔ باهوش‌ترین نخستی‌سانان هستند، از انواع ابزار پیچیده استفاده می‌کنند و هر شب با استفاده از شاخ و برگ درختان، لانه‌ای مخصوص خواب می‌سازند. آن‌ها معمولاً تهاجمی نیستند و بیشتر به صورت منزوی به جستجوی غذا می‌پردازند. ارانگوتان‌ها، بزرگ‌ترین جانوران موجود درخت‌پیما هستند و بازوهای درازتر و پاهای کوتاه‌تری نسبت به دیگر کپی‌های بزرگ دارند. رنگ موی آن‌ها معمولاً قرمز مایل به قهوه‌ای یا به رنگ معمول دیگر کپی‌های بزرگ یعنی سیاه است.
سنگواره‌هایی از آن‌ها در جاوه، شبه‌جزیرهٔ تای-مالای، ویتنام و چین یافت شده‌ است. در حال حاضر تنها ۳ گونه از این سرده باقی مانده‌ است، که هر ۳ گونه در بحران انقراض هستند. این گونه‌ها عبارت‌اند از: اورانگوتان بورنئویی (نام علمی: P. pygmaeus)، (شامل ۳ زیرگونه)، اورانگوتان سوماترایی (نام علمی: P. abelii) و اورانگوتان تاپانولی (نام علمی: P. tapanuliensis). گونهٔ اورانگوتان ویتنامی (نام علمی: P. hooijeri) منقرض شده‌ است.

## ریشه‌شناسی

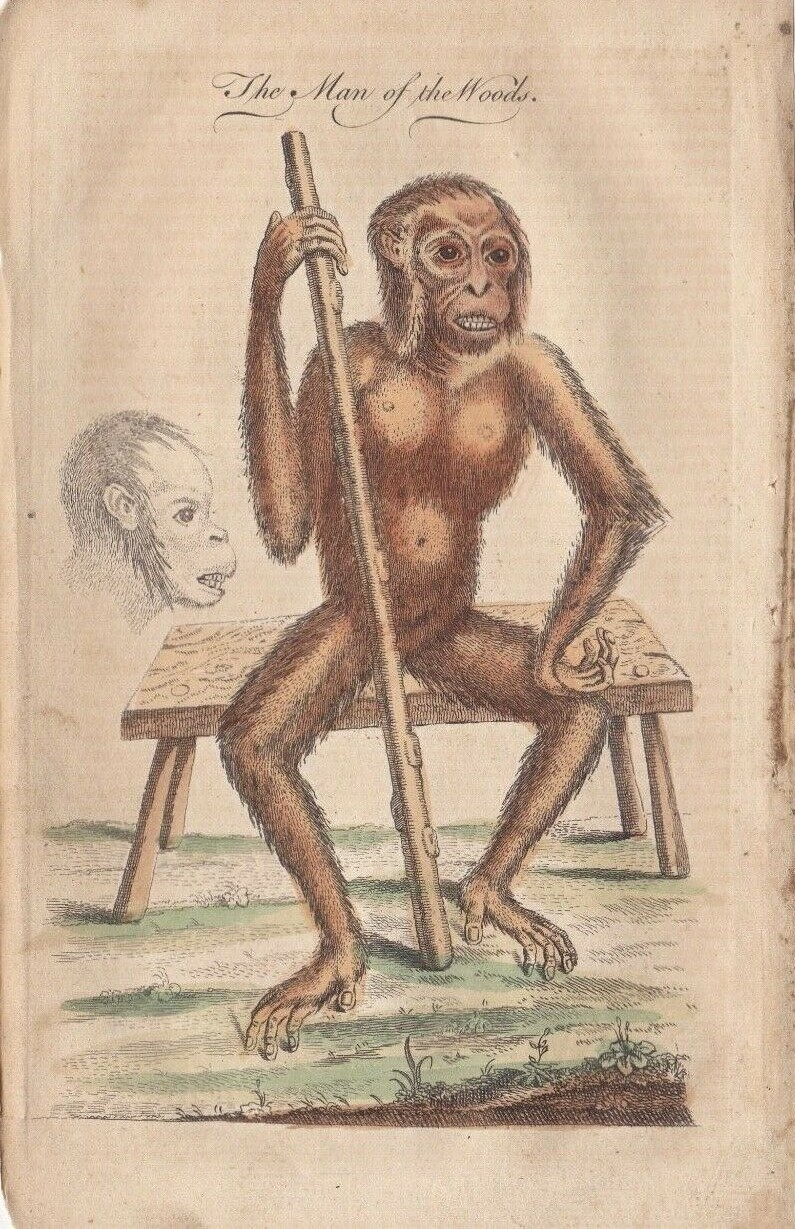
حکاکی قدیمی بنام مردِ چوب‌ها

واژهٔ اورانگوتان در زبان مالایی به معنی «مرد جنگل» است. اورانگ (مرد) + اوتان (جنگل).

## طبقه‌بندی
اورانگوتان‌ها نخستین بار در ۱۷۵۸ توسط کارل لینه، به‌طور علمی، شناسایی و معرفی شدند. در حال حاضر تنها ۳ گونه از این سرده باقی مانده‌، که هر ۳ گونه در بحران انقراض هستند. این گونه‌ها عبارت‌اند از: اورانگوتان بورنئویی (نام علمی: P. pygmaeus)، (شامل ۳ زیرگونه)، اورانگوتان سوماترایی (نام علمی: P. abelii) و اورانگوتان تاپانولی (نام علمی: P. tapanuliensis).
سرده پونگو
- اورانگوتان بورنئویی (Pongo pygmaeus)
  - Pongo pygmaeus pygmaeus - جمعیت شمال غربی
  - Pongo pygmaeus morio - جمعیت شرقی
  - Pongo pygmaeus wurmbii - جمعیت جنوب غربی
- اورانگوتان تاپانولی (Pongo tapanuliensis) - شمال غربی دریاچه توبا
- اورانگوتان سوماترایی (Pongo abelii) - جنوب دریاچه توبا.[۵][۶][۷][۸]

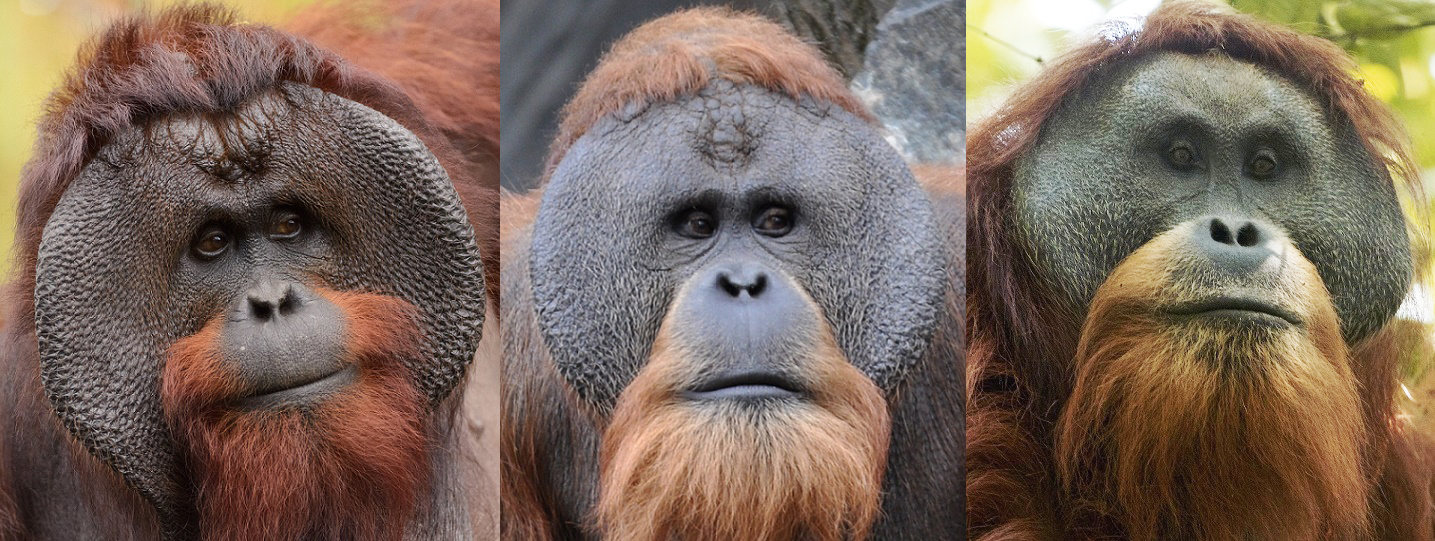
از چپ به راست: نرهای بالغ سه گونهٔ اورانگوتان بورنئویی، اورانگوتان سوماترایی و اورانگوتان تاپانولی

## کالبدشناسی و فیزیولوژی

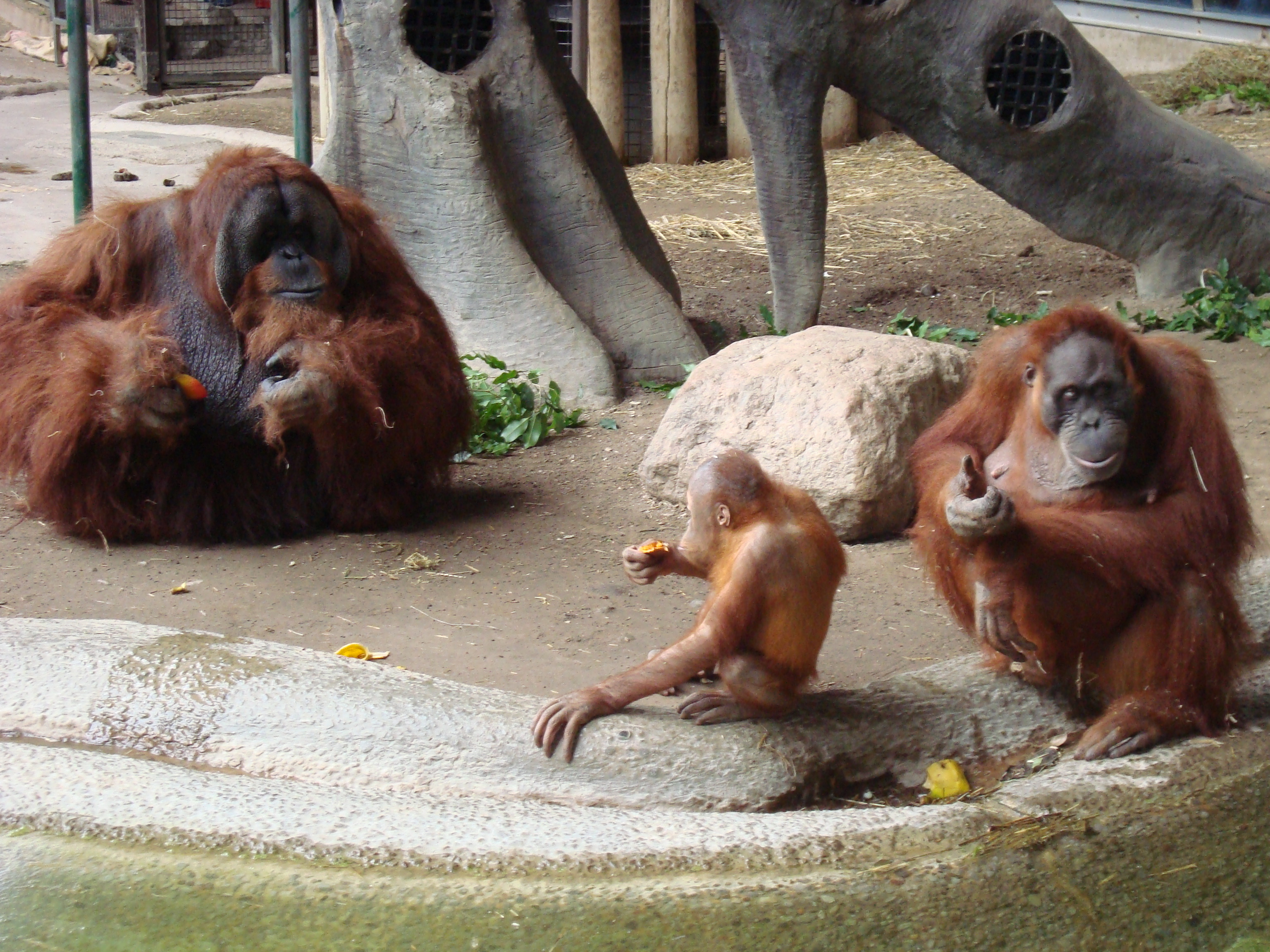
اورانگوتان سوماترایی نر، کودک و ماده.

قد یک اورانگوتان در حالت ایستاده ۱٫۲ تا ۱٫۵ متر و وزن آن‌ها به‌طور متوسط، ۳۳ تا ۸۲ کیلوگرم است. اورانگوتان‌ها دارای دودیسی جنسی واضحی هستند. ماده‌ها عموماً ۱۱۵ سانتی‌متر قد و ۳۷ کیلوگرم وزن دارند. نرها اندازه‌های بزرگ‌تری داشته و می‌توانند به‌طول ۱۳۷ سانتی‌متر و وزن ۷۵ کیلوگرم یا بیشتر هم برسند. دست اورانگوتان‌ها شبیه دست انسان است؛ آن‌ها چهار انگشت کشیده و بلند و یک انگشت شست دارند. پای آن‌ها هم چهار انگشت کشیده و یک شست پای بزرگ دارد. آن‌ها می‌توانند هم با دست‌ها و هم با پاها اجسام را نگه دارند. گستره دستان بزرگ‌ترین نرها به ۲ متر می‌رسد.
اورانگوتان‌ها بدنی حجیم و بزرگ، گردنی ضخیم، و بازوانی بسیار دراز، و پاهایی کوچک و خمیده دارند، و فاقد دم هستند. بیشتر بدن آن‌ها با موی قهوه‌ای مایل به قرمز پوشیده شده، و رنگ آن در میان گونه‌های مختلف، متغیر است. برای مثال اورانگوتان سوماترایی پوششی روشن‌تر و کم‌پشت‌تر دارد. اورانگوتان‌های نر دارای دندان‌های نیش بلند و گاه دارای پوششی از مو مشابه ریش، در صورت خود هستند.

## رفتار

### تغذیه
اورانگوتان‌ها، روز خود را با خوردن غذا به مدت ۲ تا ۳ ساعت آغاز می‌کنند. آن‌ها جانورانی میوه‌خوار هستند و میوه‌ها ۵۷ تا ۸۰ درصد رژیم غذایی اورانگوتان‌ها را تشکیل می‌دهند. این جانوران، میوه‌های دارای بافت نرم و میوه‌هایی از نوع اریل، شفت را ترجیح داده و از انواع توت‌هانیز تغذیه می‌کنند. انجیر از میوه‌های رایجی است که استفاده می‌کنند، چون جمع‌آوری و هضم آن آسان است. آن‌ها همچنین از عسل، برگ‌ها، گیاهان، پوست درختان، تخم پرندگان، حشرات و دیگر جانوران کوچک مثل پرندگان و پستانداران کوچک مانند چشم‌گرد تنبل نیز تغذیه می‌کنند. اورانگوتان‌ها حتی برای نوشیدن آب شاخه‌های درخت را ترک نمی‌کنند، و از آبی که در سوراخ بین شاخه‌ها جمع شده استفاده می‌کنند.

### استفاده از ابزار و فرهنگ
مانند دیگر کپی‌های بزرگ، اورانگوتان‌ها از جملهٔ باهوش‌ترین نخستی‌ها هستند. از دههٔ ۱۹۶۰ میلادی استفادهٔ شامپانزه‌ها از ابزار، مشاهده شده بود. استفاده از ابزار در میان اورانگوتان‌ها، توسط بیروت گالدیکاس مشاهده شده‌است.

### ارتباط

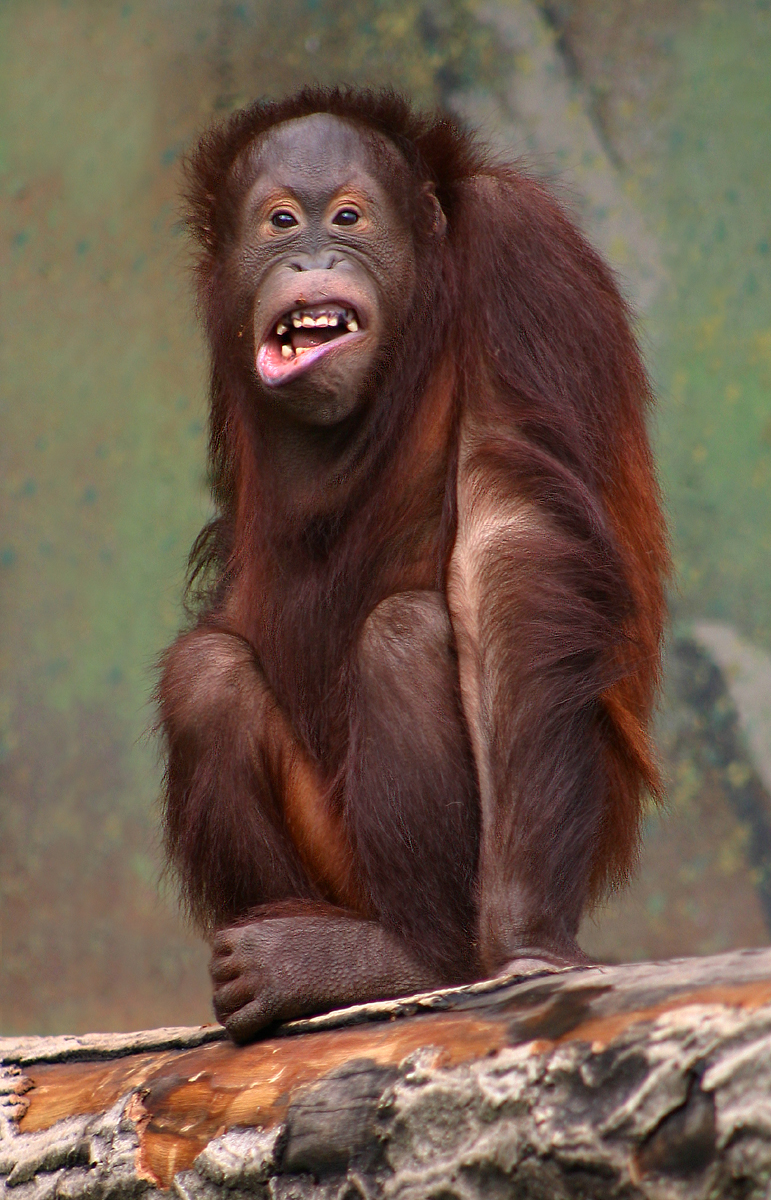
خندهٔ یک اورانگوتان در باغ وحشی در دانمارک

پژوهشی در سال ۲۰۰۸ بر روی دو اورانگوتان در باغ وحش لایپزیگ نشان داد که اورانگوتان‌ها نخستین گونهٔ غیرانسان هستند که «معاملهٔ حساب‌شده» در آن‌ها رواج دارد. به این شکل که آن‌ها سود و ضرر هزینهٔ تبادل هدیه را در طول زمان حساب می‌کنند.
اورانگوتان‌ها، همچون دیگر کپی‌ها مانند شامپانزه و گوریل اصواتی خنده‌مانند در هنگام ارتباط فیزیکی مانند دنبال هم دویدن و قلقلک از خود بروز می‌دهند.

## وضعیت حفاظت
طبق فهرست سرخ آی.یو.سی.ان، هر سه گونهٔ اورانگوتان در بحران انقراض قرار دارند. در مالزی و اندونزی از آن‌ها به شکل قانونی در برابر شکار، آسیب دیدن یا کشته شدن محافظت می‌شوند و در ضمیمه ۱ معاهده سایتس فهرست شده‌اند که تجارت بدون مجوز آن‌ها را طبق قوانین بین‌المللی منع می‌کند.